# Cyclophora coreana
Cyclophora coreana là một loài bướm đêm trong họ Geometridae.